# Comuna Popovîci, Kovel
Popovîci (în ucraineană Поповичі) este o comună în raionul Kovel, regiunea Volînia, Ucraina, formată din satele Borșcivka, Jmudce, Malîi Porsk, Popovîci (reședința), Svîdnîkî și Velîkîi Porsk.

## Demografie
Componența lingvistică a satului Popovîci
     Ucraineană (99,62%)
     Alte limbi (0,32%)
Conform recensământului din 2001, majoritatea populației satului Popovîci era vorbitoare de ucraineană (99,62%), existând în minoritate și vorbitori de alte limbi.